# Friday Night Dinner
Friday Night Dinner is een Britse, humoristische sitcom bedacht door Robert Popper en uitgezonden op het Engelse Channel 4. De serie volgt de reguliere sjabbat dinerervaring op vrijdagavond van de joodse Goodman-familie, een familie uit de middenklasse in Noord-Londen. 
De serie ging in première op 25 februari 2011 en eindigde op 1 mei 2020. De hoofdrollen werden gespeeld door Tamsin Greig, Paul Ritter, Simon Bird, Tom Rosenthal en Mark Heap. Na de dood van Ritter in 2021 werd aangekondigd dat de show niet zou terugkeren voor een zevende seizoen. De show wordt gefilmd met een enkele camera-opstelling en werd grotendeels opgenomen in een bestaande woning in Londen. Enkel de opnames in het tuinschuurtje vonden plaats in een studio. 
De show ontving in 2012 twee BAFTA-nominaties. Het eerste seizoen werd genomineerd voor Beste Situatiekomedie, terwijl Tamsin Greig werd genomineerd voor Beste Vrouwelijke Komedieprestatie. In 2021 ontving Ritter voor zijn optreden in het laatste seizoen van de show een postume BAFTA-nominatie voor Best Male Comedy Performance. 

## Verhaal
Friday Night Dinner toont het Shabbat-diner in de seculiere Joodse Goodman-familie uit de middenklasse, een weerspiegeling van de seculiere Joodse opvoeding van de maker van de serie Popper.  Het speelt zich af en wordt gefilmd in een buitenwijk van Noord-Londen,  en de opnames vinden plaats in Mill Hill . 
Het gezin bestaat uit moeder Jackie (Tamsin Greig), vader Martin (Paul Ritter), oudste zoon Adam (Simon Bird) en jongste zoon Jonny (Tom Rosenthal). De jongens wonen op zichzelf en komen elke vrijdagavond langs bij hun ouders om samen een diner te nuttigen. Wanneer de zoons bij het ouderlijk huis aankomen veranderen ze qua gedrag van volwassen kerels naar kinderen en zitten ze elkaar constant op de huid. Het diner wordt regelmatig onderbroken door van alles. 
Hoewel sommige afleveringen draaien om de excentriciteiten van Jackie, is ze meestal het enige personage dat een normaal huishouden probeert te runnen, maar hierin constant wordt verstoord door de rest van het gezin. Het diner wordt meestal verstoord doordat Adam en Jonny elkaar voor de gek houden (bijvoorbeeld zout in elkaars drinkglazen doen) of met elkaar kinderachtige competities houden. Als het de kinderen niet zijn dan zorgen Martins vreemde gewoonten, zoals zonder shirt door het huis lopen of verouderd voedsel eten, of zijn kluseigenschappen er wel voor dat het diner in het honderd loopt.  Ook worden de diners regelmatig onderbroken door hun goedhartige, maar zeer vreemde en dommige buurman Jim Bell (Mark Heap), die zich aangetrokken voelt tot Jackie en hen bezoekt vanwege zijn eenzaamheid; hij wordt meestal vergezeld door zijn hond, Wilson, voor wie hij doodsbang is. Na de dood van Wilson adopteert Jim een nieuwe hond, die hij Milson noemt.
Jackie's neurotische beste vriendin Valerie Lewis (Tracy-Ann Oberman), bij Adam en Jonny bekend als "Tante Val", is een frequente bezoeker; Jackie's moeder Nellie "Grandma" Buller (Frances Cuka) komt ook regelmatig op bezoek. Nellie's vrijer Mr. Morris (Harry Landis) werd uiteindelijk ook naar de diners meegesleurd door Nellie, dit tot ongenoegen van het gezin.
Af en toe waren er gastoptredens van Martins moeder Cynthia Goodman (Rosalind Knight), bijgenaamd "Horrible Grandma" (verschrikkelijke oma) door de jongens vanwege haar wrede en neerbuigende behandeling van het gezin.

## Cast
- Tamsin Greig als Jackie Goodman
- Paul Ritter als Martin Goodman
- Simon Bird als Adam Goodman
- Tom Rosenthal als Jonny Goodman
- Mark Heap als Jim Bell

- Frances Cuka als Nellie Buller .
- Tracy-Ann Oberman als Valerie Lewis
- Harry Landis als Lou Morris
- Rosalind Knight als Cynthia Goodman
- Steve Furst als Larry

## Nalatenschap
Ter gelegenheid van de 10e verjaardag van de show werd op 28 mei 2021 een speciale documentaire-aflevering van 90 minuten uitgezonden op Channel 4, getiteld Friday Night Dinner: Ten Years and A Lovely Bit of Squirrel .  De documentaire was opgedragen aan Paul Ritter, die zeven weken eerder was overleden aan een hersentumor. 

## Amerikaanse versie
In september 2011 kondigde Deadline Hollywood aan dat Greg Daniels, die The Office voor de Amerikaanse televisie had aangepast, de leiding zou nemen over een Amerikaanse remake van de serie voor het omroepnetwerk NBC.  De remake werd opgepikt voor een pilot, geschreven door Daniels en geregisseerd door Ken Kwapis  en met Allison Janney, Tony Shalhoub als de ouders  en Gary Anthony Williams als Jim (nu omgedoopt tot Mark). Het bleef echter bij een pilot.
In 2014 kocht CBS een bewerking van de Britse show voor de Amerikaanse markt, als ‘put pilot’. 
In 2016 werd er een derde poging ondernomen tot een Amerikaanse remake in ontwikkeling bij CBS, met de titel Sunday Night Dinner.  
In juli 2022 bestelde Amazon Freevee een Amerikaanse remake van de sitcom, met de titel Dinner with The Parents . De serie ging in première op 18 april 2024  en kreeg slechte tot gemengde recensies.  